# Bornylformiat
Bornylformiat ist eine organische Verbindung aus der Gruppe der Carbonsäureester. Sie leitet sich von Borneol und Ameisensäure ab.

## Vorkommen

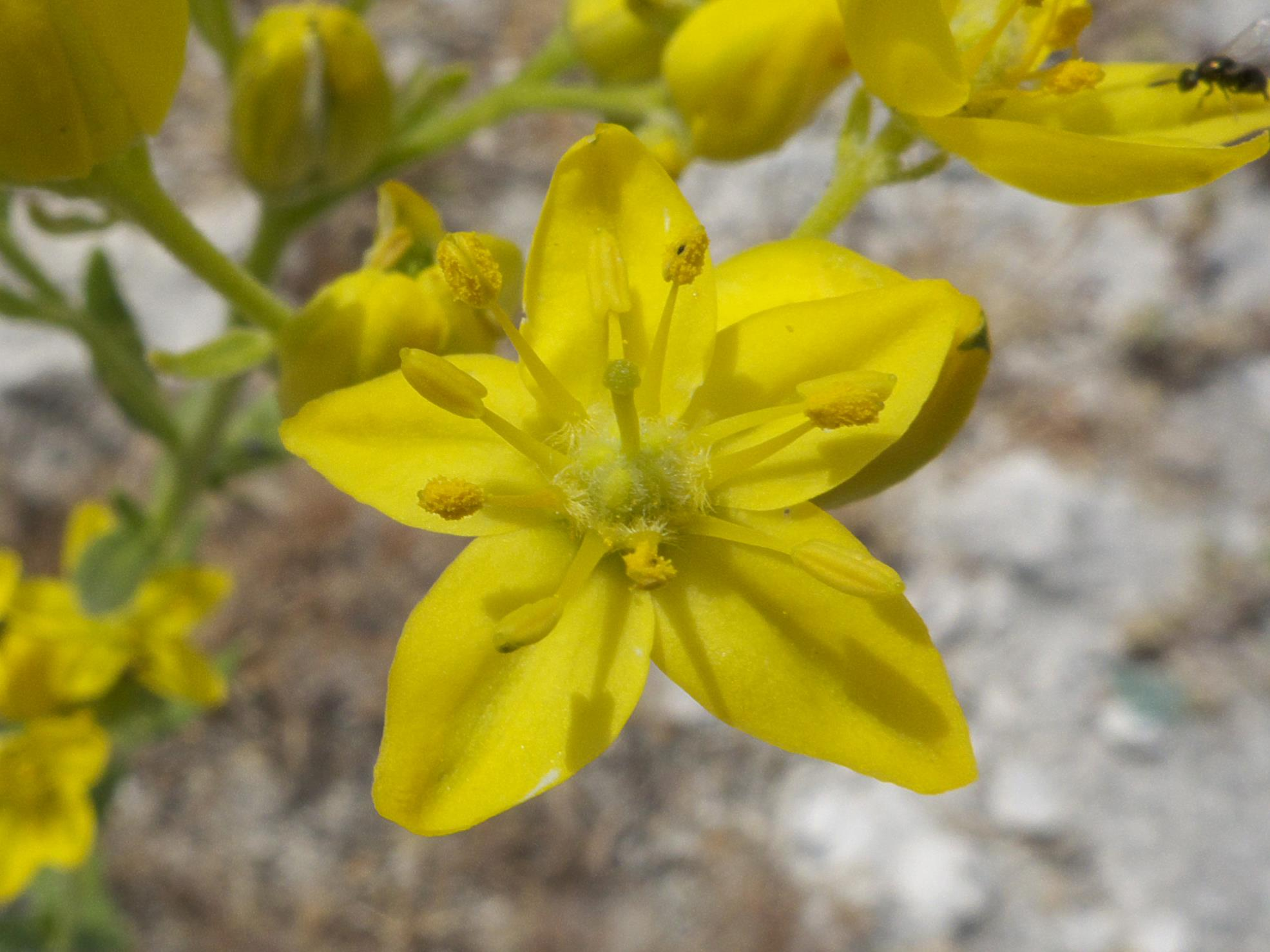
Haplophyllum linifolium

In geringen Mengen von deutlich unter einem Prozent kommt Bornylformiat in den ätherischen Ölen verschiedener Thymiane (Gattung Thymus) vor. Einen größeren Anteil von etwa 2–4 % macht es im ätherischen Öl von Haplophyllum linifolium (Familie Rautengewächse) aus.

## Herstellung
(–)-Bornylformiat kann durch Veresterung von (–)-Borneol mit Ameisensäure in Gegenwart von Zirconiumhydrogensulfat in Hexan hergestellt werden. In einem Prozess ähnlich einer Vilsmeier-Haack-Reaktion kann Borneol mit Dimethylformamid und Benzoylchlorid zum Bornylformiat umgesetzt werden.

## Verwendung
Racemisches Bornylformiat (DL-Bornylformiat)  ist in der EU unter der FL-Nummer 09.082 als Aromastoff für Lebensmittel zugelassen.